# Golden (album, Kylie Minogue)
Golden je čtrnácté studiové album australské zpěvačky Kylie Minogue, vydané 6. dubna 2018 hudebním vydavatelstvím BMG. Album bylo produkováno Minogue vedle palety producentů včetně Ash Howes, Richard Stannard, Sky Adams, Alex Smith, a Mark Taylor, mezi ostatními.

## Seznam skladeb
| Pořadí | Název                                            | Autor                                                                            | Producent(i)           | Délka |
| ------ | ------------------------------------------------ | -------------------------------------------------------------------------------- | ---------------------- | ----- |
| 1.     | Dancing                                          | Kylie Minogue, Nathan Chapman, Steve McEwan                                      | Sky Adams              | 2:58  |
| 2.     | Stop Me from Falling                             | Minogue, Adams, McEwan, Danny Shah                                               | Adams                  | 3:01  |
| 3.     | Golden                                           | Minogue, Lindsay Rimes, Liz RoseMcEwan                                           | Rimes                  | 3:07  |
| 4.     | A Lifetime to Repair                             | Minogue, Adams, Shah, Kiris Houston                                              | Adams                  | 3:19  |
| 5.     | Sincerely Yours                                  | Minogue, Jesse Frasure, Amy Wadge                                                | Frasure                | 3:28  |
| 6.     | One Last Kiss                                    | Minogue, Ash Howes, Richard Stannard, Seton Daunt                                | Howes, Stannard        | 3:41  |
| 7.     | Live a Little                                    | Minogue, Adams, Shah                                                             | Adams                  | 3:07  |
| 8.     | Shelby '68                                       | Minogue, Howes, Stannard, Daunt                                                  | Howes, Stannard, Daunt | 3:35  |
| 9.     | Radio On                                         | Minogue, Wadge, Jonathan Green                                                   | Green                  | 3:42  |
| 10.    | Love                                             | Minogue, Autumn Rowe, Daniel Davidsen, Peter Wallevik, Mich Hansen, Wayne Hector | Adams                  | 2:52  |
| 11.    | Raining Glitter                                  | Minogue, Alex Smith, Mark Taylor, Francis White                                  | Smith, Taylor, White   | 3:34  |
| 12.    | Music's Too Sad Without You (s Jackem Savoretti) | Minogue, Savoretti, Samuel Dixon                                                 | Dixon                  | 3:03  |